# Campionatul Panamerican de Handbal Masculin
Campionatul American de Handbal Masculin, numit și Panamerican, este competiția oficială pentru echipele de seniori a naționalelor de handbal din America de Nord, Centru, de Sud și Caraibe, și are loc o dată la doi ani. În plus față de desemnarea campionilor panamericani, turneul servește și ca un turneu de calificare pentru Campionatul Mondial de Handbal Masculin.

### Listă campionate
| Ediție | Țara gazdă                 | Aur       | Argint                     | Bronz                      |
| ------ | -------------------------- | --------- | -------------------------- | -------------------------- |
| 1979   | Mexic                      | Cuba      | Canada                     | Statele Unite ale Americii |
| 1981   | Argentina                  | Cuba      | Brazilia                   | Statele Unite ale Americii |
| 1983   | Statele Unite ale Americii | Cuba      | Statele Unite ale Americii | Canada                     |
| 1985   | Brazilia                   | Cuba      | Statele Unite ale Americii | Brazilia                   |
| 1989   | Cuba                       | Cuba      | Brazilia                   | Statele Unite ale Americii |
| 1994   | Brazilia                   | Cuba      | Brazilia                   | Statele Unite ale Americii |
| 1996   | Statele Unite ale Americii | Cuba      | Argentina                  | Statele Unite ale Americii |
| 1998   | Cuba                       | Cuba      | Argentina                  | Brazilia                   |
| 2000   | Brazilia                   | Argentina | Cuba                       | Brazilia                   |
| 2002   | Argentina                  | Argentina | Brazilia                   | Groenlanda                 |
| 2004   | Chile                      | Argentina | Brazilia                   | Canada                     |
| 2006   | Brazilia                   | Brazilia  | Argentina                  | Groenlanda                 |
| 2008   | Brazilia                   | Brazilia  | Argentina                  | Cuba                       |
| 2010   | Chile                      | Argentina | Brazilia                   | Chile                      |
| 2012   | Argentina                  | Argentina | Brazilia                   | Chile                      |
| 2014   | Uruguay                    | Argentina | Brazilia                   | Chile                      |
| 2016   | Argentina                  | Brazilia  | Chile                      | Argentina                  |
| 2018   | Groenlanda                 | Argentina | Brazilia                   | Chile                      |

### Performanță după Țară
| Locul | Naționala                  |   |   |   | Total |
| ----- | -------------------------- | - | - | - | ----- |
| 1     | Cuba                       | 8 | 1 | 1 | 10    |
| 2     | Argentina                  | 7 | 4 | 1 | 12    |
| 3     | Brazilia                   | 3 | 9 | 3 | 15    |
| 4     | Statele Unite ale Americii | 0 | 2 | 5 | 7     |
| 5     | Chile                      | 0 | 1 | 4 | 5     |
| 6     | Canada                     | 0 | 1 | 2 | 3     |
| 7     | Groenlanda                 | 0 | 0 | 2 | 2     |